# Petru Rareș
Petru Rareș (vyslovováno [ˈpetru ˈrareʃ]; cca 1483 Hârlău – 3. září 1546 Sučava), známý také jako Petru IV., byl dvakrát moldavským vojvodou: poprvé od 20. ledna 1527 do 18. září 1538 a podruhé od 19. února 1541 do 3. září 1546. Byl nemanželským dítětem narozeným (pravděpodobně v Hârlău) Štěpánovi Velikému. Jeho matkou byla Maria Răreșoaia z Hârlău, jejíž existence není historicky doložena, ale o které se říká, že byla manželkou bohatého bojara a obchodníka s rybami, přezdívaného Rareș – „řídce vlasatý“ (tj. plešatý). Rareș tedy nebylo Petruovo skutečné jméno, ale přezdívka manžela jeho matky.
V mládí byl Petru obchodníkem s rybami, ale kníže Ștefăniță, vnuk Štěpána cel Mare, jej na smrtelné posteli doporučil jako vhodného uchazeče o trůn, čímž uznal Petruovu pokrevní linii odvozenou od Štěpána cel Mare.
O Petru Rareșovi se říká, že vykazoval mnoho vlastností svého otce jako jsou ambicióznost, odvaha, statečnost, zbožnost a umělecký vkus. Nicméně byl poznamenán nestálostí a nedostatkem politického instinktu.

## První období vlády

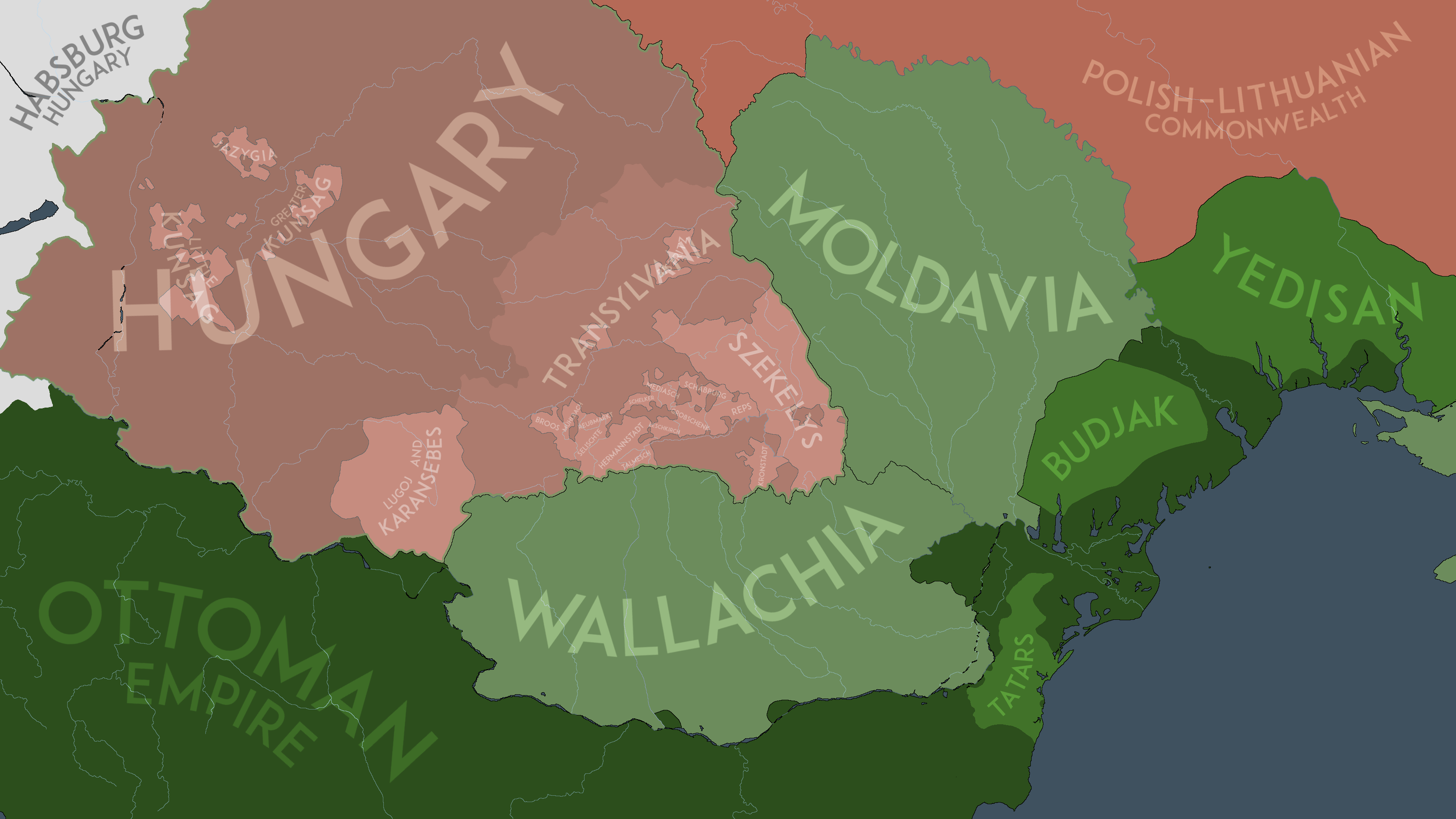
Moldavsko v roce 1538, po neúspěšném povstání Petra Rareșe a následné anexi Tighiny, jižní Besarábie a Brăily jako osmanská raja

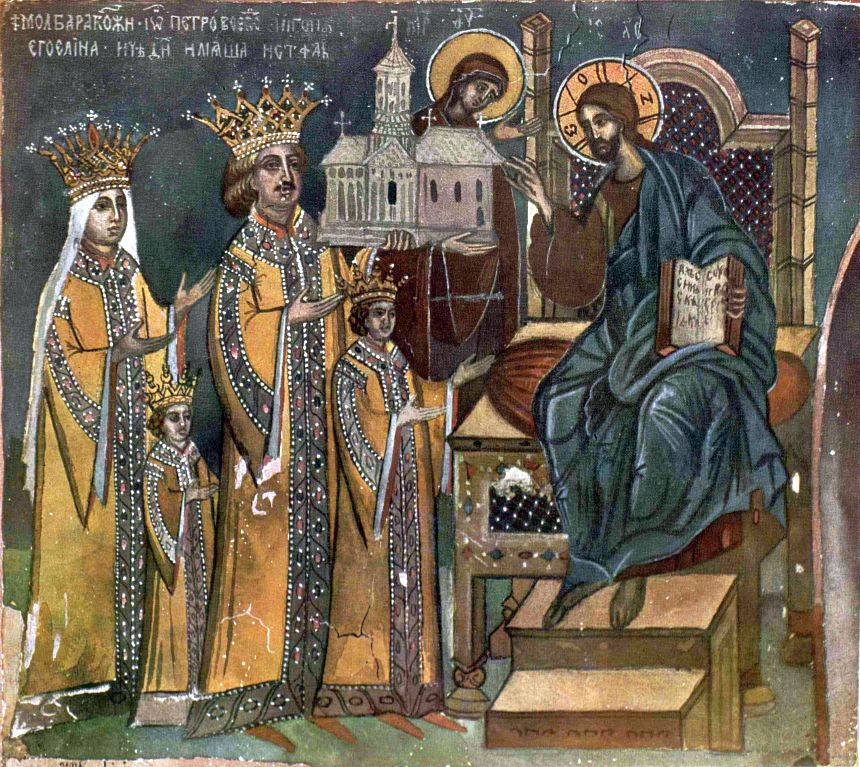
Petru Rareș (uprostřed) na fresce z kostela Moldovița

V uherských bojích mezi Ferdinandem Habsburským a Janem Zápolským se Petru zpočátku přidal na stranu Ferdinanda, ale když Osmané uznali Zápolského nárok na trůn, změnil stranu. Výměnou za pevnost v Bistrițě vstoupil do Sedmihradska na Zápolského straně a 22. června 1529 porazil Ferdinandovy síly u Feldioary. Zápolský mu za odměnu udělil hrad Unguraș, avšak navzdory veškerému úsilí se Rareșovi nepodařilo Bistrițu obsadit. Ani Brašov se mu nepodařilo podrobit, ačkoliv jej v říjnu několik týdnů obléhal. Jeho plán ovládnout celé Sedmihradsko tak zůstal nenaplněn. Musel se spokojit s Ciceu a Cetatea de Baltă, které dříve ovládal jeho otec, a s Vadským biskupstvím.
Poté obrátil svou pozornost k Polsku a roku 1530 obsadil Pokutí. Polský generál Jan Tarnowski ho však brzy znovu dobyl. Když Petru opět vstoupil do Pokutí, byl Tarnowským poražen díky lepší taktice v bitvě u Obertynu dne 22. srpna 1531.
Události ho přiměly vrátit se do Sedmihradska. Osmané sem mezitím vyslali italského dobrodruha Lodovica Grittiho, aby nastolil pořádek. Sedmihradský vojvoda István Majláth a místní šlechta jej však přinutili ukrýt se v Mediașu. Petru, který měl od sultána rozkaz Grittiho osvobodit, vyslal svého věrného vazala jménem Huru, aby to provedl. Huru však místo pomoci Grittiho vylákal ven a předal jeho nepřátelům, kteří ho okamžitě zabili (1534). Rareș poté nechal zabít Grittiho syny, kteří mezitím vstoupili do Moldavska. Osmané nemohli tehdy zasáhnout, neboť byli zaměstnáni válkou v Persii, a tak mohl Petru pokračovat ve svých intrikách mezi Ferdinandem a Zápolským. Poláci se ho neúspěšně pokoušeli sesadit v roce 1538 a žádali sultána, aby ho potrestal.

Nakonec však příliš horlivý Petru, opuštěný vlastními bojary, s hlavním městem Jasy v plamenech, čelící turecko-tatarsko-polské armádě vedené sultánem Sulejmanem Nádherným, jenž dosadil na trůn Ștefana Lăcustu, musel uprchnout do své sedmihradské pevnosti Ciceu.
„Vojvoda Petru pozvedl hlavu k revoltě, ale kopyta mého koně jej rozdrtila v prach a já dobyl zemi Moldavii.“

 — citát přisuzovaný Sulejmanovi Nádhernému
Říká se, že během tohoto útěku bloudil Rareș dva týdny neproniknutelnými lesy Sedmihradska, prodíraje se trnitými houštinami a starými stromy. Vyčerpán hladem, žízní, šokem a zoufalstvím, byl spatřen skupinou rybářů. Protože i on sám býval rybářem, poznali ho a poskytli mu útočiště a péči. Jakmile se zotavil, oblékli ho do rybářských šatů a ukázali mu zkratku k jeho pevnosti.

## Děti
S Marií (zabita 28. června 1529):
- Bogdan († 3. září 1534)
- Ana († 1545), manželka valašského knížete Vlada VI. Înecatula

Se srbskou princeznou Jelenou Branković (cca 1502–1552, uškrcena), dcerou despota Jovana Brankoviće, za Rareșe provdána roku 1530:
- Chiajna (cca 1525–1588, Konstantinopol), manželka valašského knížete Mircey V. Ciobanula[2]
- Maria (1536–1614), nejprve manželka bojara Radua Balicy, poté Ioana Movily z Hudești; matka dvou knížat – Ieremia Movily (Valašsko) a Simiona I. Movily (Moldavsko)
- Ilie II. Rareș (* 1531), moldavský kníže
- Ștefan VI. Rareș (* 1532), moldavský kníže
- Constantin (1542 – 26. března 1554, Konstantinopol)
- Ruxandra († 1570), manželka moldavského knížete Alexandra IV. Lăpușneanu

S Němkou Ecatarinou z Kronstadtu (nelegitimní potomek):
- Iancu Sasul, moldavský kníže

S neznámou ženou (nelegitimní potomek):
- Bogdan Constantin († 1573), uchazeč o moldavský trůn